# Hazlebadge
Hazlebadge est une paroisse civile du Derbyshire, en Angleterre.